# Joel Voelkerling Persson
Joel Voelkerling Persson, född 15 januari 2003 i Trelleborg, är en svensk fotbollsspelare som spelar för Östers IF.  Han är bror till fotbollsspelaren Jakob Voelkerling Persson. 

## Klubbkarriär
Voelkerling Persson startade sin karriär i Trelleborgs FF innan han vid 16 års ålder blev ungdomsproffs i AS Roma. 
I AS Roma tillhörde han ungdomslagen och fick även göra en del matcher för lagets primavera-lag (reservlag) men spelade aldrig någon match för A-laget.
Den 13 juli 2022 lämnade han AS Roma och skrev på ett kontrakt med US Lecce som sträcker sig till 2027.  Efter ett skadefyllt första halvår fick Voelkerling Persson debutera i Serie A den 14 januari då han blev inbytt i den 72 minuten mot AC Milan.
I augusti 2023 blev Voelkerling Persson klar för Vitesse på ett lån som sträckte sig säsongen 2023/2024, i avtalet så fanns en köpoption. Lånet till Vitesse avslutades i förtid då Voelkerling Persson återvände till US Lecce en månad tidigare än planerat.  Den 17 augusti 2024 lånades han ut till IFK Värnamo på ett låneavtal över resten av säsongen.

## Landslagskarriär
Voelkerling Persson debuterade i Sverige U21 den 23 mars 2023 i ett möte mot Skottland då han blev inbytt i den 77 matchminuten. Han spelade ytterligare fyra matcher med U21-landslaget under 2023.